# Atsushio
 (septembre 2013).
Le village d'Atsushio (熱塩村, Atsushio-mura) est un ancien village de la région de Tōhoku dans la préfecture de Fukushima au Japon.

## Histoire
En 1954, le village d'Atsushio fusionne avec le village de Kanō (加納村, Kanō-mura) et une partie du village d'Asakura (朝倉村, Asakura-mura) pour devenir le village d'Atsushiokanō (熱塩加納村, Atsushiokanō-mura). 
En 2006, il est intégré avec d'autres bourgs et villages à la ville de Kitakata.